# Raúl Turano
Raúl Turano (* 9. September 1978 in Desconocido) ist ein argentinischer Radrennfahrer

## Karriere
Raúl Turano erreichte beim Copa América de Ciclismo 2005 den fünften Platz. 2006 gewann er eine Etappe beim Clásica del Oeste-Doble Bragado und schaffte es ein weiteres Mal unter die besten Drei des Tages. Außerdem war er auf dem ersten Teilstück der 500 Millas del Norte erfolgreich, wo er auch Dritter der Gesamtwertung wurde. 2007 entschied Turano das Straßenrennen der argentinischen Straßen-Radmeisterschaft für sich und gewann eine Etappe bei der Vuelta Ciclista del Uruguay.

## Erfolge
2007
- Argentinischer Meister – Straßenrennen